# Łotwa na Zimowych Igrzyskach Olimpijskich 1928
Łotwę na Zimowych Igrzyskach Olimpijskich 1928 reprezentował jeden zawodnik – panczenista Alberts Rumba, dla którego były to drugie zimowe igrzyska.

## Wyniki

### 500 m mężczyzn
W wyścigu na pół kilometra wystartowało 33 zawodników. Rumba z czasem 46,3 s zajął 16. miejsce. Wygrali ex eaqu Norweg Bernt Evensen i Fin Clas Thunberg (43,4 s).

### 1500 m mężczyzn
W wyścigu na trzykrotnie dłuższym dystansie Łotysz był 14. wśród 28 zawodników(czas: 2:28,9 min). Wygrał Thunberg, który osiągnął rezultat 2:21,1 min.

### 5000 m mężczyzn
W wyścigu na 5 km tryumfował Norweg Ivar Ballangrud (8:50,5 min). Alberts Rumba był 15. (9:19,7 min) w stawce 33 panczenistów.
Wyścig na 10 000 m odwołano z powodu niekorzystnych warunków temperaturowych.